# Calgary Foothills Football Club
El Calgary Foothills FC es un equipo de fútbol de Canadá que juega en la USL League Two, la cuarta división de fútbol en cuanto a importancia en los Estados Unidos.

## Historia
Fue fundado en el año 2015 en la ciudad de Calgary, Alberta como un equipo de expansión de la antiguamente conocida USL Premier Development League para la temporada 2015, aunque sus orígenes datan de 1972, ya que el club nació originalmente en ese año como un equipo juvenil.
El club toma el lugar del Calgary Storm, equipo que jugó en la liga durante la temporada 2001 y su primer partido oficial lo jugaron ante el Puget Sound Gunners FC el 17 de mayo de 2015.

## Palmarés
- Campeón USL League Two

2018